# شهرستان ماشان
ماشان (به لاتین: Mashan County) یک شهرستان در جمهوری خلق چین است که در نان‌نینگ واقع شده‌است.

## خصوصیات
ماشان ۲٬۳۴۵٫۳۳ کیلومترمربع مساحت و ۳۹۰٬۹۰۰ نفر جمعیت دارد.